# Jung Jo-gook
Pour les articles homonymes, voir Jung.
Dans ce nom coréen, le nom de famille, Jung, précède le nom personnel.
Jung Jo-Gook, né le 23 avril 1984 à Séoul, est un footballeur international sud-coréen qui évolue au poste d'attaquant.

## Biographie
Il commence sa carrière avec le club coréen de Anyang LG Cheetahs; ce club devient en 2004, le club du FC Séoul. C'est avec celui-ci qu'il obtiendra ses premiers titres; individuels d'abord (meilleur jeune de la K-League en 2003 puis meilleur buteur de la coupe de Corée du Sud en 2004) puis collectifs (Hauzen Cup en 2006 puis doublé championnat-Hauzen Cup en 2010).
Sa signature à l'Association de la jeunesse auxerroise (AJA) est annoncée le 3 janvier 2011, son contrat courant jusqu'au 30 juin 2013.
Il inscrit son premier but en Ligue 1 à la 77e minute du match face à l'Olympique de Marseille (1-1), le 1er mai 2011. Le deuxième surviendra deux semaines plus tard au Stade Nungesser face à Valenciennes, ce qui permet à l'AJA d'arracher le match nul (1-1).
Barré par la concurrence et ne faisant plus que des apparitions en CFA au début de la saison 2011/2012, il est prêté le 15 septembre 2011 à l'AS Nancy-Lorraine où il retrouve Jean Fernandez qui avait été à l'origine de sa venue à l'AJ Auxerre. Le 23 juin 2012, il est libéré de son contrat par l'AJ Auxerre et signe début juillet au FC Séoul.

## Statistiques
| Saison      | Club               | Pays         | Championnat | Championnat | Championnat | Championnat  | Championnat  | Coupe d'Europe | Coupe d'Europe | Coupe d'Europe |
| Saison      | Club               | Pays         | Division    | Matchs      | Buts        | Cartons      | Cartons      | Type           | Matchs         | Buts           |
| ----------- | ------------------ | ------------ | ----------- | ----------- | ----------- | ------------ | ------------ | -------------- | -------------- | -------------- |
| Saison      | Club               | Pays         | Division    | Matchs      | Buts        | Carton jaune | Carton rouge | Type           | Matchs         | Buts           |
| 2003 - 2003 | Anyang LG Cheetahs | Corée du Sud | K-League    | 32          | 12          | 3            | 0            | -              | -              | -              |
| 2004 - 2004 | FC Seoul           | Corée du Sud | K-League    | 18          | 2           | 0            | 0            | -              | -              | -              |
| 2005 - 2005 | FC Seoul           | Corée du Sud | K-League    | 16          | 3           | 0            | 0            | -              | -              | -              |
| 2006 - 2006 | FC Seoul           | Corée du Sud | K-League    | 17          | 4           | 0            | 0            | -              | -              | -              |
| 2007 - 2007 | FC Seoul           | Corée du Sud | K-League    | 12          | 2           | 2            | 0            | -              | -              | -              |
| 2008 - 2008 | FC Seoul           | Corée du Sud | K-League    | 14          | 8           | 2            | 0            | A1             | 7              | 4              |
| 2009 - 2009 | FC Seoul           | Corée du Sud | K-League    | 21          | 7           | 2            | 0            | -              | -              | -              |
| 2010 - 2010 | FC Seoul           | Corée du Sud | K-League    | 26          | 12          | 1            | 0            | -              | -              | -              |
| 2010 - 2011 | AJ Auxerre         | France       | Ligue 1     | 15          | 2           | 1            | 0            | C1             | 0              | 0              |
| 2011 - 2012 | AJ Auxerre         | France       | Ligue 1     | 1           | 0           | 0            | 0            | -              | -              | -              |
| 2011 - 2012 | AS Nancy-Lorraine  | France       | Ligue 1     | 20          | 2           | -            | -            | -              | -              | -              |
| 2012 - 2012 | FC Seoul           | Corée du Sud | K-League    | 17          | 4           | -            | -            | -              | -              | -              |

## Sélection nationale
Il connaît sa première sélection en équipe nationale, le 18 janvier 2006, lors d'un match amical opposant la Corée du Sud
aux Émirats arabes unis. En août de cette même année, il inscrit son premier but en sélection.

### Buts en sélection
| Buts | Date             | Lieu   | Adversaire     | Résultat | Compétition                                              |
| ---- | ---------------- | ------ | -------------- | -------- | -------------------------------------------------------- |
| 1.   | 16 août 2006     | Taipei | Taipei chinois | 3-0      | Qualifications Coupe d'Asie des nations de football 2007 |
| 2.   | 6 septembre 2006 | Suwon  | Taipei chinois | 8-0      | Qualifications Coupe d'Asie des nations de football 2007 |
| 3.   | 6 septembre 2006 | Suwon  | Taipei chinois | 8-0      | Qualifications Coupe d'Asie des nations de football 2007 |
| 4.   | 6 septembre 2006 | Suwon  | Taipei chinois | 8-0      | Qualifications Coupe d'Asie des nations de football 2007 |

NB : Les scores sont affichés sans tenir compte du sens conventionnel en cas de match à l'extérieur (Corée du Sud-Adversaire)

## Palmarès
- Avec le FC Séoul
  - Vainqueur du championnat de Corée du Sud de football 2010[Note 1]
  - Vainqueur de la Hauzen Cup 2006 et 2010
  - Vice-champion de Corée du Sud de football 2008
  - Finaliste de la Hauzen Cup 2007

## Distinctions personnelles
Il a obtenu la récompense individuelle K-League Rookie of the Year Award (meilleur jeune de la K-League) en 2003. 
En 2004, il est meilleur buteur de la Coupe de Corée du Sud de football (à égalité avec Wang Jung-Hyun (en)).

### Note
1. ↑  Il marque d'ailleurs un des 2 buts de son équipe lors de la finale opposant le FC Séoul au Jeju United; cf. l'article « Championnat de Corée du Sud de football 2010 » consulté le 3 janvier 2011.